# Douglas DC-6
Douglas DC-6 je americký čtyřmotorový pístový dopravní letoun, který v letech 1946-58 vyráběla společnost Douglas Aircraft. Jeho vývoj začal za druhé světové války a původně se z něj měl stát vojenský transportní letoun, ale po válce byl přepracován na dopravní a měl konkurovat stroji Lockheed Constellation. Od roku 1952 ho používala Pan Am na přelety z Evropy do Ameriky. Bylo vyrobeno více než 700 letounů a mnoho z nich stále létá jako nákladní, vojenské a požární hlídkové letouny.
Ve službách amerického letectva byl DC-6 známý jako C-118 Liftmaster a jako R6D před rokem 1962 u námořnictva, poté byly všechny varianty přeznačeny také na C-118.

## Vznik a vývoj

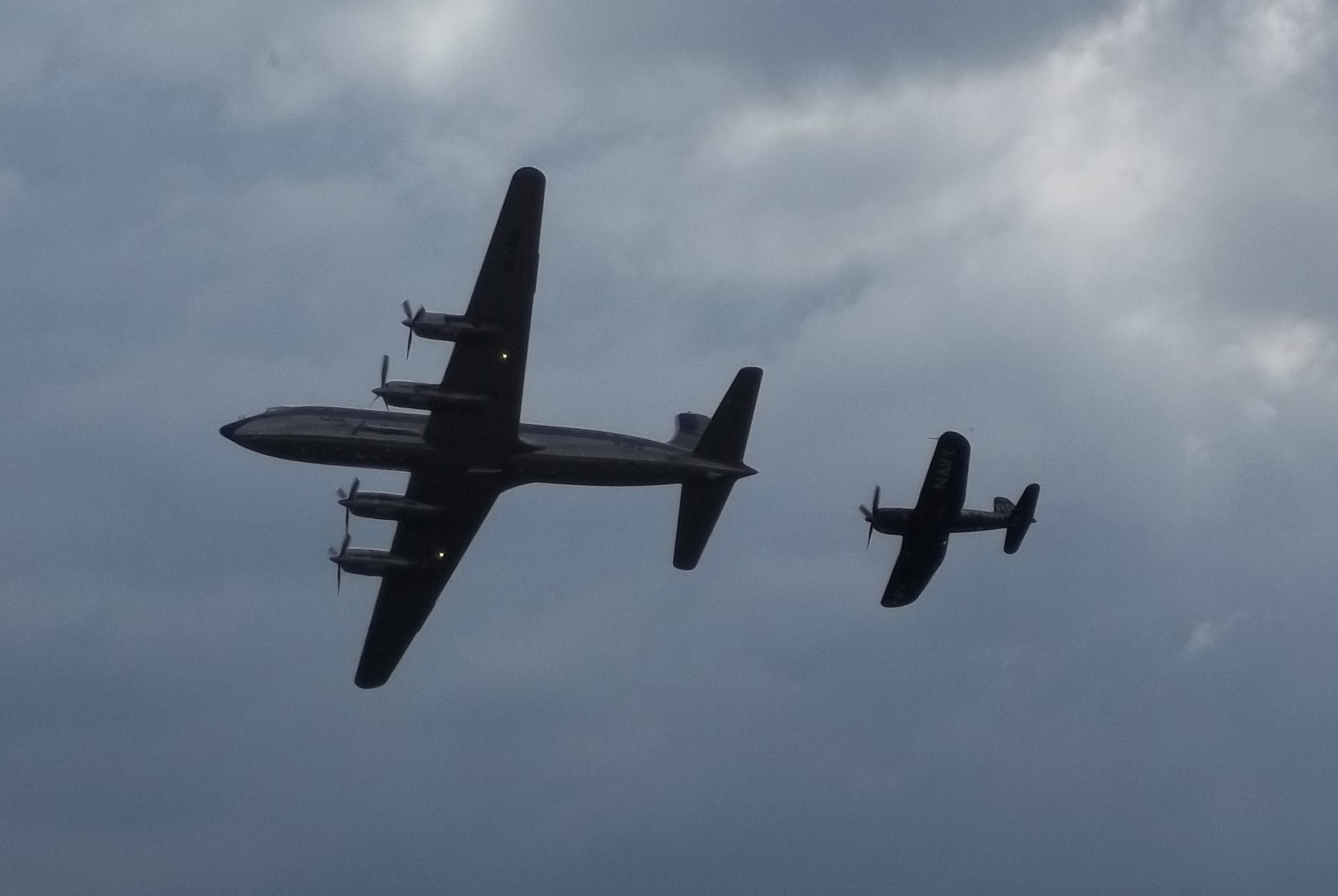
DC-6 v doprovodu letounu F4U Corsair

V letech 1942 a 1944 začaly ve firmě Douglas plánovat poválečnou výrobu civilních letadel. Silnou konkurencí jim byly rychlé a přetlakovou kabinou vybaveny stroje Lockheed Constellation, které byly dosud vyráběny v omezeném počtu pro vojenské letectvo. Douglas se také rozhodl zkonstruovat dopravní letadlo s přetlakovou kabinou s ještě větší kapacitou. Největší motivací vývoje byl zájem společnosti United Air Lines, která v září 1944 objednala 20 strojů, přestože neviděla víc než hlavní výkresy.
Douglas se plně věnoval konstrukci a stavbě nového stroje až v době kdy se snížil nápor na válečnou výrobu. Zpočátku vyvíjel svůj DC-6 pod vojenským označením XC-112A. Konstrukce mohla pokračovat rychlým tempem, protože celý nosný systém byl po mírném zesílení převzat z letadla C-54 Skymaster. Byl postaven nový trup s delší a prostornější přetlakovou kabinou a také přetlakovým kokpitem pro posádku.
Základní počet cestujících na dlouhých trasách byl 52, na kratších mohl nést až 68 osob. Motory byly osmnáctiválcové Pratt & Whitney R-2800 Double Wasp CA-15, s výkonem 1 543 kW, které poháněly vrtule Hamilton Standard s praporovou a reverzní polohou pro zkrácení přistání. Významnou novinkou byly účinné dvouštěrbinové vztlakové klapky na křídle.

## Služba

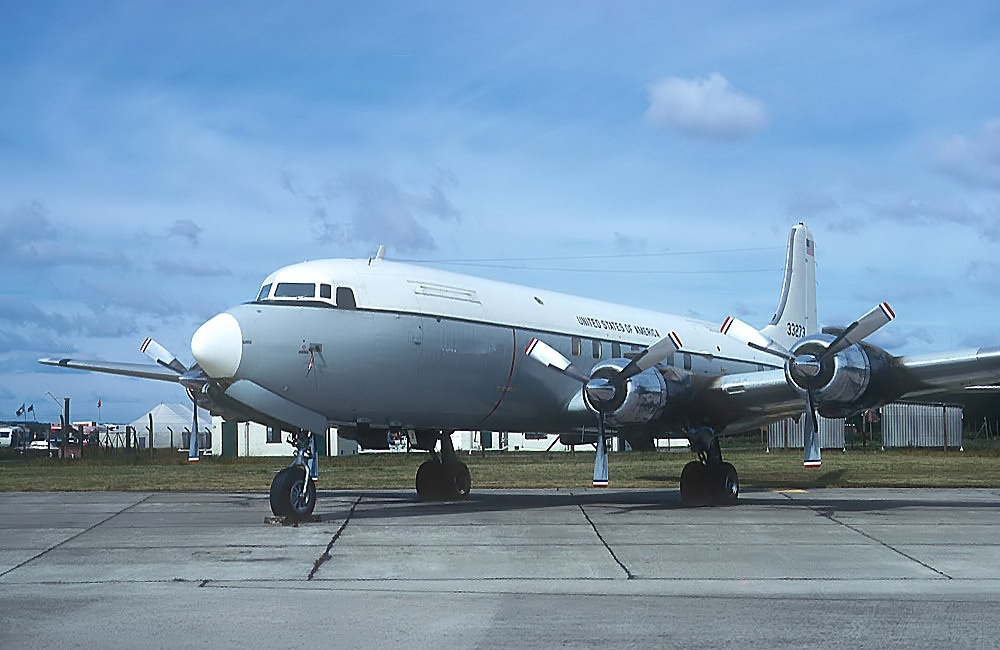
Vojenská verze Douglas C-118A Liftmaster, USAF

První stroj DC-6 vzlétl ještě s vojenským označením XC-112A (výr. č. 36326, sér. č. 45-0873) dne 15. února 1946 a od července 1946 začaly dodávky civilním zákazníkům. Dodáno bylo celkem 175 ks a jako první je nasadily United Air Lines v dubnu 1947. DC-6 byly rovnocennými soupeři letadel L-049 Constellation, a jejich příchod na americké kontinentální a transatlantické trasy vyvolal prudký konkurenční boj mezi výrobci letadel a jejich uživateli.
Lockheed Constellation letěl mezi New Yorkem a Los Angeles 11 hodin s jedním mezipřistáním a DC-6 měl stejné parametry. U obou strojů však nastala krize; DC-6 dostal zákaz létání od listopadu 1947 do března 1948 po sérii nehod, při nichž zahynulo 143 lidí. Po odstranění závad byla ale doprava obnovena, ale Lockheed mezitím vyráběl vylepšené modely L-649 a L-749. Posledním vyrobeným DC-6 (výr. č. 43152/161, imatrikulace I-LIKE) byl dodán Linee Aeree Italiane 28. května 1952. Firma Douglas odpověděla novými modifikacemi DC-6, kterými byly DC-6A Liftmaster, určený pro nákladní dopravu s trupem bez oken delším o 1,5 m. Kabina o objemu 141,5 m³ s jeřábem a navijákem mohla odvézt až 13 tun nákladu. První stroj (výr. č. 43296/200) vzlétl 29. září 1949.
Nejprve jej v dubnu 1951 nasadila společnost Slick Airways a později následovaly další společnosti. Největší úspěch však přinesla firmě Douglas verze DC-6B zalétaná 2. února 1951 (výr. č. 43257/174, N37547), která je považována za nejekonomičtější z amerických dopravních letadel s pístovými motory. V roce 1958 tvořily provozní náklady DC-6B jen 0,83 centu na cestujícího a kilometr, zatímco Constallation vykazoval náklady 1,08 centu a modernější pístové typy měly ještě vyšší provozní náklady.
DC-6B měl velmi úsporné motory R-2800 CB-17 s výkonem 1 837 kW, které používaly palivo s oktanovým číslem 115 až 130, s dobou mezi jednotlivými revizemi až 3 000 hodin. Trup byl protáhlý na 32,2 m. Byl v něm vytvořen prostor pro 54 osob při letech nad Atlantikem, 64 u kontinentálních letů a od roku 1952 pro 82 cestujících v turistické třídě u letů přes Atlantik. Maximální počet cestujících byl 92.
United Air Lines zavedly své první DC-6B v dubnu 1951 a pak už rychle následovaly další letecké společnosti, například SAS, Alitalia a Canadian Pacific Air Lines. Douglas je vyráběl až do listopadu 1958 po dodání dvou kusů letecké společnosti JAT (YU-AFA a YU-AFB) a celkem bylo postaveno 286 ks. Dalších 77 ks bylo ve verzi DC-6A z nichž byla většina přestavěna na DC-6C pro smíšenou přepravu osob a nákladu.

## Varianty

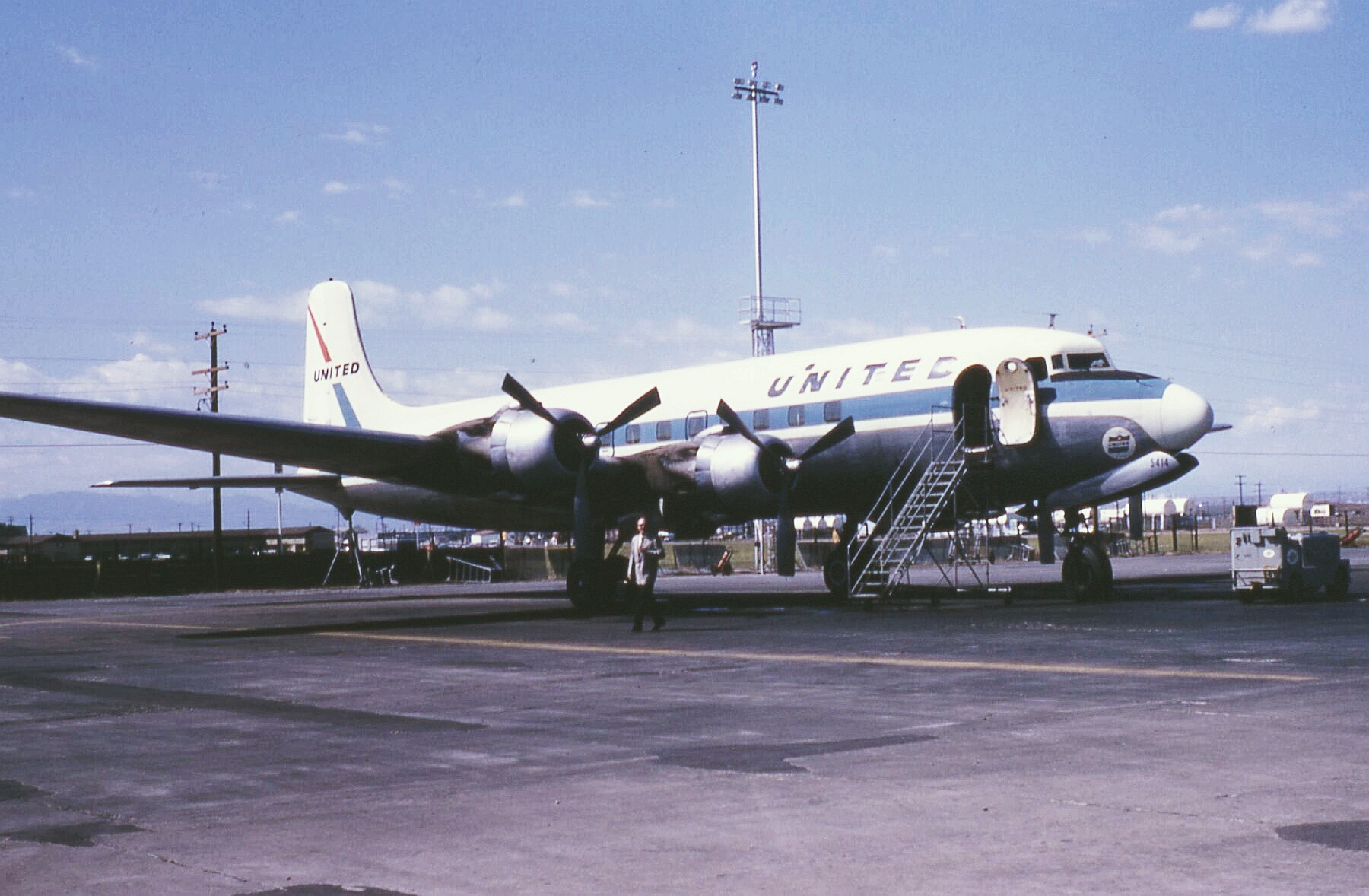
DC-6 v Denveru, září 1966

- XC-112
- DC-6
- DC-6A
- DC-6B
- DC-6C
- VC-118
- C-118A
- VC-118A
- C-118B
- VC-118B
- R6D-1
- R6D-1Z

## Civilní uživatelé
Brazílie
- Lóide Aéreo Nacional
- Panair do Brasil
- Real Transportes Aéreos
- Varig

 Řecko
- Olympic Airways

 Namibie
- Namibia Commercial Aviation NCA

 Nizozemsko
- KLM

 Nový Zéland
- TEAL

 Spojené království

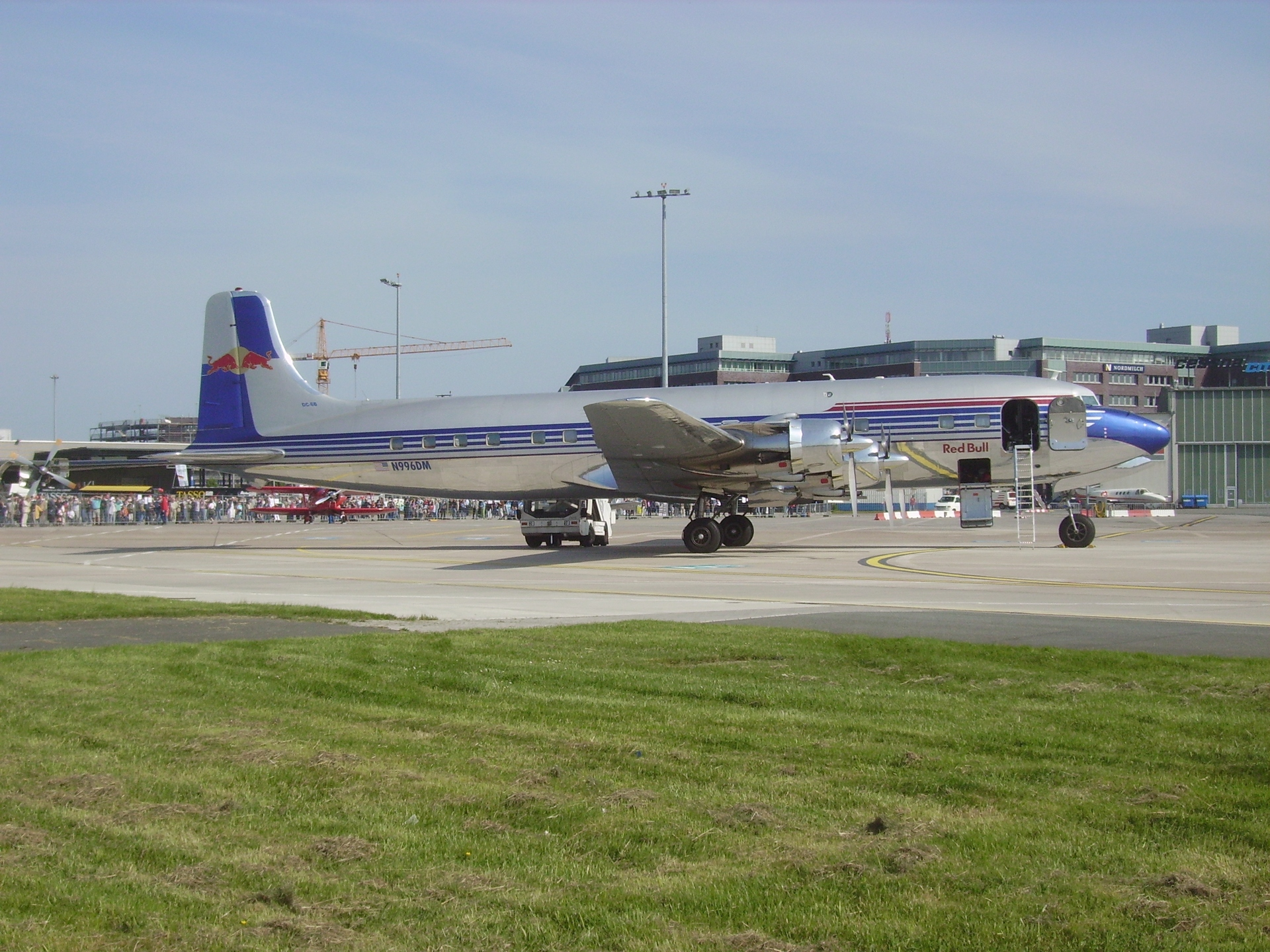
DC-6B (45563/1034, N996DM ex YU-AFA) organizace The Flying Bulls

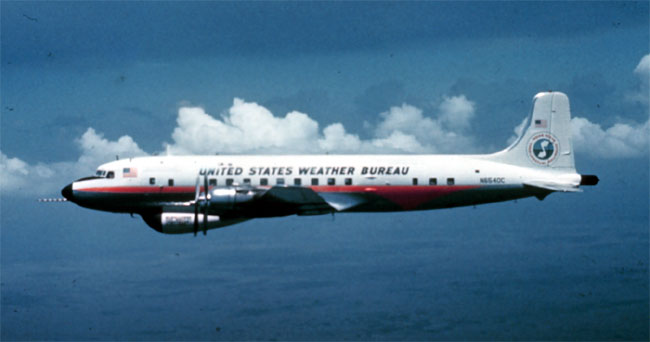
DC-6 za letu

- Air Atlantique, dnes West Atlantic; bývalý nákladní dopravce se sídlem v Coventry

 USA
- Everts Air Fuel
- Everts Air Cargo

## Specifikace (DC-6B)
Zdroj:Airliners.net

### Technické údaje
- Osádka: 3 (kapitán, druhý pilot, inženýr)
- Kapacita: 54-102 cestujících
- Rozpětí: 35,81 m
- Délka: 32,18 m
- Výška: 8,66 m
- Nosná plocha: 135,9 m²
- Hmotnost prázdného stroje: 25 110 kg
- Maximální vzletová hmotnost: 48 500 kg
- Pohonná jednotka: 4× hvězdicový motor Pratt & Whitney R-2800-CB-17 o každý 2 500 hp (1 700 kW) se vstřikováním vody
- Vrtule: Hamilton Standard 43E60 "Hydromatic"

### Výkony
- Cestovní rychlost: 507 km/h
- Dostup: 7 600 m
- Stoupavost: 5,44 m/s
- Dolet: 4 800 km